# بيرني كولينز
بيرني كولينز هو سياسي كندي، ولد في 18 يونيو 1935 في ريجاينا في كندا، وتوفي في 26 مارس 2018 في ساسكاتون في كندا. حزبياً، نشط في الحزب الليبرالي الكندي. وقد انتخب عضو مجلس العموم الكندي.